# Villa Spannocchi
Villa Spannocchi è un edificio di Siena, sita in località Marciano.
"Marciano dà il nome alle varie ville signorili, e grandiosi palazzi di campagna. Tali sono la bella villa di Marciano della casa Spannocchi, il magnifico palazzo già Corti, ora Gori, la villa Borzacchini, ora Staderini, i casini Alberti, Borghesi, quello edificato dall'inglese Griufield, chiamato il Belvedere di Marciano, ecc."
(Dizionario Geografico, Fisico e Storico della Toscana di Emanuele Repetti, 1833-1846)

## Storia
Così scrive il Repetti che la definisce "bella villa", le cui origini risalgono al Seicento. Negli anni '30 dell'Ottocento, quando il geografo e storico Emanuele Repetti descrisse la villa, essa era già stata ristrutturata ed ingrandita dall'architetto Filippo Nini nell'anno 1800 dopo il terremoto del 1798 che aveva provocato ingenti danni alla città di Siena. In quegli anni, il proprietario era il barone Francesco Spannocchi Piccolomini (1750-1822), figlio di Giulio e della marchesa Eleonora Ballati Nerli. Ufficiale della marina toscana, fu governatore di Livorno nel 1796, poi destituito ed arrestato da Napoleone. Rientrò a Livorno con grandi onori solo nel 1814. 
L'erede, Giovanni Spannocchi Piccolomini, incaricò nel 1842 Agostino Fantastici di realizzare la nuova scala interna e di sistemare tutta l'area circostante alla villa. Fantastici progettò la nuova scalinata, "di gusto pienamente neoclassico, impostata su quattro robusti pilastri ai quali si collegano le eleganti balaustre in legno e la ristrutturazione degli appartamenti disposti attorno all'ampio salone centrale, con travi decorate". Un grande lucernario con una bussola centrale illumina la scalinata.
Fantastici progettò inoltre il nuovo viale di accesso alla villa e il bosco all'inglese nella parte digradante che guarda verso la città, "caratterizzato da vialetti tortuosi, in sintonia con i dettami della cultura romantica". Ma già due anni dopo, nel 1844, i nuovi proprietari, Alessandro Sergardi Biringucci e la moglie Giulia Spannocchi Piccolomini, fecero fare un piccolo giardino pensile a disegno geometrico con un piccolo ninfeo con una statuetta femminile recintato in ferro battuto e ricavato nel terrapieno sottostante alla villa dal quale si accede da una scalinata.
Quello che poi è diventato il portone di accesso al palazzo era la cappella di famiglia dove venivano sepolti gli avi della famiglia, come riporta la lapide murata alla parete di ingresso con data 5 dicembre 1866, quale disposizione testamentaria di Giulia Spannocchi Piccolomini: "Se avvenga che questa Tenuta di Marciano da Giulia baronessa Spannocchi Piccolomini vedova Sergardi Biringucci, lasciata in eredità ai diletti suoi figli Fabio e Marcello, sia da loro venduta, le ossa degli Spannocchi in questa gentilizia cappella tumulate, a cura dei soprannominati eredi siano fatte trasportare e deporre nella cappella della nobil famiglia Sergardi al Cimitero della Misericordia".

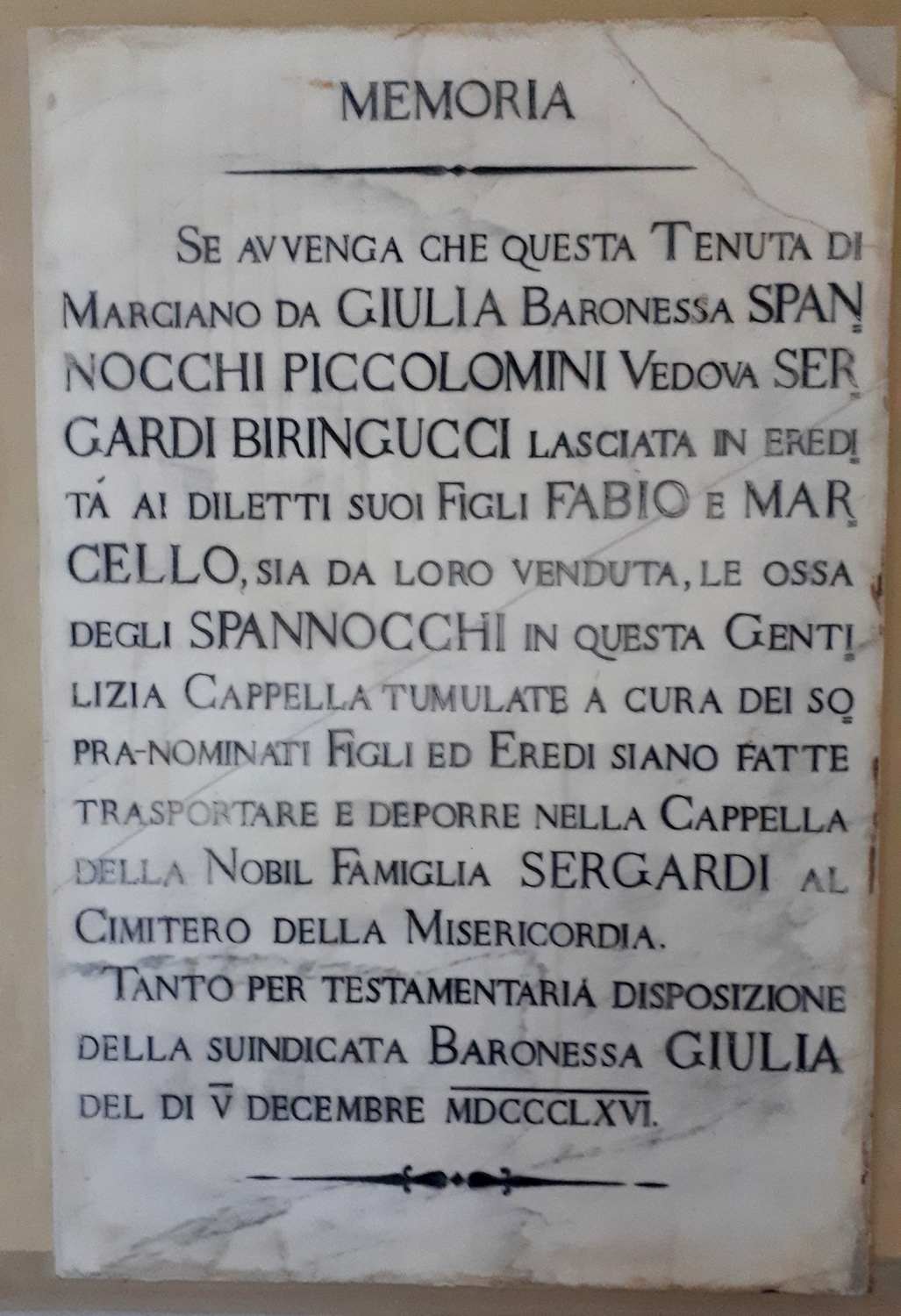
La lapide testamentaria di Giulia Spannocchi Piccolomini all'ingresso della Villa Spannocchi

Nel 1870 fu ospite della villa, per oltre sei mesi, il critico americano Charles Eliot Norton, con la moglie Susan Ridley Sedgwick ed i figli, il quale chiese all'amico, lo scrittore inglese John Ruskin, di raggiungerlo per vedere assieme i tesori di Siena. Ruskin scrisse le sue memorie, in cui parla entusiasticamente della città, corredandole con i suoi disegni, nel volume autobiografico "Praeterita" (1889).
Secondo quanto scrive Norton nelle sue memorie, nell'anno 1870 la cappella era ancora al suo posto con le lapidi, le tombe, il crocifisso e i candelabri d'argento. Inoltre descrive il giardino ed il bosco all'inglese di Agostino Fantastici. Forse per questi motivi, a partire dalla metà dell'Ottocento la villa venne denominata "Il giardino".